# Luigi Colturi
Luigi Colturi (* 13. März 1967 in Bormio, Sondrio; † 2. Juni 2010 ebenda) war ein italienischer Skirennläufer. Er nahm an den Olympischen Winterspielen 1994 in Lillehammer teil und erreichte einen Podestplatz im Weltcup. Er war auf die schnellen Disziplinen Abfahrt und Super-G spezialisiert. Sein jüngerer Bruder Franco war ebenfalls Skirennläufer.

## Biografie
Der aus Bormio stammende Luigi Colturi nahm 1985 an den Juniorenweltmeisterschaften in Jasná teil und verpasste als Vierter der Abfahrt nur knapp eine Medaille. Am 23. Januar 1988 gab er in der Abfahrt von Leukerbad sein Weltcup-Debüt und gewann mit Rang 14 auf Anhieb Punkte. Zwei Jahre später klassierte er sich als Sechster in der Abfahrt von Val-d’Isère erstmals unter den besten zehn. Sein einziger Weltcup-Podestplatz gelang ihm am 5. Dezember 1992 im Super-G von Val-d’Isère als Dritter hinter Jan Einar Thorsen und Franz Heinzer. Jene Saison schloss er mit Rang acht in der Disziplinenwertung ab.
1994 erlebte Colturi seinen Karrierehöhepunkt. Dank eines fünften Abfahrtsrangs Ende Januar in Chamonix wurde er ins italienische Aufgebot für die Olympischen Spiele in Lillehammer aufgenommen. Dort setzte er sich in der teaminternen Qualifikation im Rahmen des Abschlusstrainings gegen Werner Perathoner durch, kam im Rennen aber nicht über einen 21. Rang hinaus. Es blieb sein einziger Auftritt bei einem Großereignis. In der Saison 1994/95 gelangen ihm noch drei weitere Top-10-Platzierungen, danach gerieten seine Leistungen ins Stocken. Nach längerer Pause bestritt er 1996/97 seine letzten Rennen auf Weltcup- und FIS-Ebene, konnte aber nicht mehr an frühere Ergebnisse anknüpfen.
Luigi Colturi starb am 2. Juni 2010 im Alter von 43 Jahren in seinem Heimatort. Die Umstände seines Todes wurden nicht bekannt gegeben. In einem Nachruf wurde er als Liebhaber von Nervenkitzel und Adrenalin beschrieben. Anfang Oktober 2011 wurde ihm zu Ehren ein Mountainbikerennen für Kinder veranstaltet.

## Erfolge

### Olympische Spiele
- Lillehammer 1994: 21. Abfahrt

### Weltcup
- 10 Platzierungen unter den besten zehn, davon 1 Podestplatz

### Weltcupwertungen
| Saison  | Gesamt | Gesamt | Abfahrt | Abfahrt | Super-G | Super-G |
| Saison  | Platz  | Punkte | Platz   | Punkte  | Platz   | Punkte  |
| ------- | ------ | ------ | ------- | ------- | ------- | ------- |
| 1987/88 | 97.    | 5      | 40.     | 5       | –       | –       |
| 1989/90 | 73.    | 12     | 23.     | 12      | –       | –       |
| 1992/93 | 28.    | 257    | 31.     | 76      | 8.      | 181     |
| 1993/94 | 63.    | 97     | 23.     | 97      | –       | –       |
| 1994/95 | 50.    | 134    | 28.     | 63      | 21.     | 71      |

### Juniorenweltmeisterschaften
- Jasná 1985: 4. Abfahrt, 29. Riesenslalom

### Weitere Erfolge
- Sieg bei den argentinischen Meisterschaften im Riesenslalom 1994